# Adolph Hach

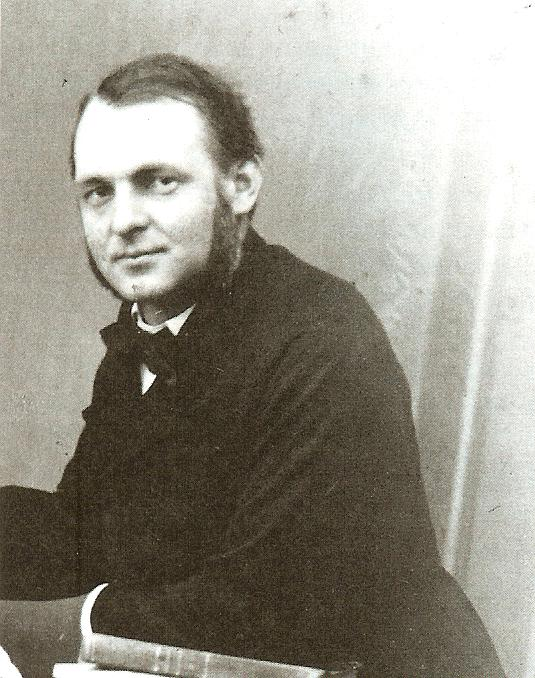
Adolph Hach 1864

Adolph Hach, vollständig Friedrich Adolph Hach (* 13. Juli 1832 in Lübeck; † 4. Dezember 1896 ebenda) war ein deutscher Verwaltungsjurist und Historiker.

## Leben
Hach war der älteste von drei Söhnen des Lübecker Senators Hermann Wilhelm Hach und Enkel des Oberappellationsgerichtsrates Johann Friedrich Hach. Theodor Hachs Mutter Johanna Ernestine (1811–1889) war die Tochter des Gerichtspräsidenten Heise. Eduard Hach und Theodor Hach waren seine Brüder.
Er besuchte das Katharineum zu Lübeck, das er 1851 als Primus Omnium abschloss. Schon als Schüler war er mit der Abfassung des juristischen Bandkatalogs der Stadtbibliothek betraut. Er studierte Rechtswissenschaften, zunächst an der Universität Bonn, dann ab 1852 an der Universität Göttingen. Hier wurde er 1854 zum Dr. jur. promoviert. Er legte das juristische Examen vor dem Oberappellationsgericht der vier Freien Städte und wurde zunächst Advokat und Notar in Lübeck. 1860 wurde er Prokurator am Oberappellationsgericht der vier Freien Städte, und 1864 Amtsverwalter in Lübeck-Travemünde und 1868 als Aktuar erster Beamter der Polizeibehörde als Nachfolger von Friedrich Christian Avé-Lallemant. 1889 erhielt er den Titel Polizeirat. 
Von 1877 bis 1895 war Hach Mitglied der Lübecker Bürgerschaft. Er wirkte in verschiedenen Ausschüssen, war Vorsitzender beim Schiedsgericht der Hanseatischen Versicherungsanstalt und Vorsteher des Eichamts. 
Seit 1855 Mitglied der Gesellschaft zur Beförderung gemeinnütziger Tätigkeit, war er an vielen ihrer Einrichtungen beteiligt, 1861 bis 1864 sowie  1877 bis 1880 einer ihrer Vorsteher sowie von 1874 bis 1877 Direktor der Gesellschaft. Die Gesellschaft verlieh ihm 1889 anlässlich des 100-jährigen Stiftungsfests gemeinsam mit Wilhelm Brehmer und August Sartori (Pädagoge) ihre Denkmünze in Gold. 
Er gründete die Mitteilungen des Vereins für Lübeckische Geschichte und Altertumskunde, einen Vorläufer der Zeitschrift des Vereins für Lübeckische Geschichte und Altertumskunde und veröffentlichte zahlreiche Beiträge zu historischen Themen. hach war Mitglied der Travemünder Liedertafel und wurde 1892 als Nachfolger von Christian Scherling Bundessprecher des Niedersächsischen Sängerbundes.
Seit 1860 war er mit seiner Cousine Johann Magdalena Eleonore Hach (* 2. März 1839; † 12. April 1913) verheiratet. Das Paar hatte einen Sohn und zwei Töchter.

## Schriften
- Die Gesellschaft zur Beförderung Gemeinnütziger Thätigkeit in Lübeck während der ersten hundert Jahre ihres Bestehens: 1789 bis 1888. Festschrift zur Säkularfeier. Lübeck: Rahtgens 1889